# División de Nasirabad
La división de Nasirabad (en urdu : نصیر آباد ڈویژن) es una subdivisión administrativa de la provincia de Baluchistán en Pakistán. Cuenta con dos millones de habitantes en 2017, y su capital es Dera Murad Jamali.
Como todas las divisiones pakistaníes, fue derogada en 2000 y luego restablecida en 2008.
La división reagrupa los distritos siguientes:
- Kachhi
- Jaffarabad
- Jhal Magsi
- Nasirabad
- Sohbatpur